# Championnat de Belgique de football de deuxième division 1972-1973
Navigation
saison précédente saison suivante
Le Championnat de Belgique de football de Division 2 1972-1973 est la 56e édition du championnat de deuxième niveau national en Belgique. Il oppose 16 équipes, qui s'affrontent deux fois chacune en matches aller-retour. Au terme de la saison, le champion et son dauphin sont promus en Division 1, alors que les deux derniers classés sont relégués en Division 3.
La compétition ne laisse guère de place au suspense. Les deux clubs relégués de Division 1, le SK Beveren-Waas et le KSV Waregem, malgré la vaine résistance du Sporting de Charleroi dominent les débats et s'emparent des deux premières places. Fort logiquement, ils remontent directement parmi l'élite.
En fin de parcours, Tilleur perd de peu le duel qui l'oppose à l'Olympic de Montignies, qui inaugure mal sa nouvelle appellation, à Boom, à St-Nicolas et à Eupen et doit descendre en Division 3. C'est la première fois que le matricule 21 va devoir jouer sous les deux plus haut niveaux hiérarchiques. Il a toujours évolué à un des deux premiers étages depuis 64 ans !
La R. AA Louvièroise voit sa première aventure en « D2 » se terminer après trois exercices. Quant au Daring, il quitte définitivement la scène du football belge en terminant à une décevante 7e place; il jouera le tout dernier match de championnat de son histoire à Lokeren (2-2). Il sera remplacé dans son stade par le Racing-White, qui quittera Woluwe pour Molenbeek, non sans avoir ajouté le mot "Daring" à son appellation. Le RWDM était né...

## Changement d'appellation
À la recherche de solutions pour sortir des difficultés financières, le R. Olympic Club de Charleroi (matricule 246) se trouve un nouveau président en la personne de l'industriel Jacques Lamotte. Celui-ci voulant donner une nouvelle image au club décide de changement d'appellation du club qui devient le Royal Olympic de Montignies.
Le choix de la nouvelle dénomination est orientée, d'une part, par les rapprochements effectués par la nouvelle présidence, vis-à-vis des autorités communales de Montignies-sur-Sambre (la fusion des Communes n'intervient que près de cinq ans plus tard) et d'autre part avec le souhait de faire penser au club français de l'Olympique de Marseille qui possède les mêmes initiales (« OM »).
Notons que ce changement d'appellation s'accompagne aussi d'un changement de couleurs officielles. Le traditionnel « Noir et Blanc » cède la place au « Rouge et Blanc » (couleurs de la commune de Montignies).

## Clubs participants
Les matricules en gras indiquent les clubs qui existent toujours aujourd'hui, les autres ont disparu.
| #  | Nom                                       | Mat. | Ville                | Stades                   | En D2 depuis (série) | Total en D2 | Saison précéd.    |
| -- | ----------------------------------------- | ---- | -------------------- | ------------------------ | -------------------- | ----------- | ----------------- |
| 1  | Sport Kring Beveren-Waas                  | 2300 | Beveren              | Freethiel                | 1972-1973 (1re)      | 2e          | Division 1 : 15e  |
| 2  | Koninklijke Sport Vereninging Waregem     | 4451 | Waregem              | Regenboog                | 1972-1973 (1re)      | 4e          | Division 1 : 15e  |
| 3  | R. Daring Club de Molenbeek               | 2    | Molenbeek-Saint-Jean | Stade Oscar Bossaert     | 1969-1970 (4e)       | 14e         | 4e                |
| 1  | Koninklijke Athletische Associatie Gent   | 7    | Gand                 | Stade Jules Otten        | 1971-1972 (2e)       | 14e         | 8e                |
| 5  | Royal Tilleur Football Club               | 21   | Tilleur              | Stade de Buraufosse      | 1967-1968 (6e)       | 35e         | 14e               |
| 2  | Royal Charleroi Sporting Club             | 22   | Charleroi            | Mambourg                 | 1971-1972 (2e)       | 22e         | 3e                |
| 6  | Koninklijke Racing Club Mechelen          | 24   | Malines              | Stade Oscar Van Kesbeeck | 1969-1970 (4e)       | 24e         | 13e               |
| 15 | Koninklijke Sportklub Tongeren            | 54   | Tongres              | Stedelijke               | 1971-1972 (2e)       | 14e         | 9e                |
| 16 | Koninklijke Boom Football Club            | 58   | Boom                 | du Parc communal de Boom | 1971-1972 (2e)       | 28e         | 12e               |
| 8  | Royale Association Athlétique Louviéroise | 93   | La Louvière          | Stade du Tivoli          | 1970-1971 (3e)       | 3e          | 6e                |
| 9  | Koninklijke Football Club Turnhout        | 148  | Turnhout             | Stade Villapark          | 1968-1969 (5e)       | 32e         | 7e                |
| 10 | Koninklijke Sint-Niklaasse Sportkring     | 221  | Saint-Nicolas        | Stade Puyenbeke          | 1964-1965 (9e)       | 26e         | 11e               |
| 11 | Royal Olympic de Montignies               | 246  | Charleroi            | de La Neuville           | 1968-1969 (5e)       | 11e         | 5e                |
| 14 | Allgemeine Sportvereinigung Eupen         | 4276 | Eupen                | Stade du Kehrweg         | 1970-1971 (3e)       | 3e          | 10e               |
| 15 | Koninklijke Football Club Winterslag      | 322  | Winterslag           | Noordlaan                | 1972-1973 (1re)      | 4e          | Division 3B : 1er |
| 16 | Koninklijke Sporting Club Lokeren         | 282  | Lokeren              | Daknam                   | 1972-1973 (1re)      | 3e          | Division 3A : 1er |

### Localisation des clubs
| \| Waregem AA Gent Beveren Lokeren St-Nicolas Boom Turnhout RC Mechelen Daring Winterslag Tongres Tilleur Eupen Olympic Sp. Charleroi La Louvière \| Localisation des clubs engagés en Division 2 1972-1973 |
| Waregem AA Gent Beveren Lokeren St-Nicolas Boom Turnhout RC Mechelen Daring Winterslag Tongres Tilleur Eupen Olympic Sp. Charleroi La Louvière                                                              |

## Classements et Résultats
Légende
- Champion de Belgique de Division 2 1973 et promu en Division 1 la saison suivante
- Club promu en Division 1 la saison suivante
- Club relégué en Division 3 pour la saison suivante
- Club disparu en fin de saison (fusion)

Abréviations
 : club promu de Division 3 depuis la saison précédente

 : club relégué de Division 1 depuis la saison précédente

### Classement final
| Rang | Équipe                      | Pts | J  | G  | N  | P  | Bp | Bc | Diff |
| ---- | --------------------------- | --- | -- | -- | -- | -- | -- | -- | ---- |
| 1    | SK BEVEREN-WAAS             | 43  | 30 | 17 | 9  | 4  | 51 | 26 | +25  |
| 2    | K. SV Waregem               | 37  | 30 | 14 | 9  | 7  | 53 | 30 | +23  |
| 3    | R. Charleroi SC             | 36  | 30 | 15 | 6  | 9  | 54 | 39 | +15  |
| 4    | K. RC Mechelen              | 33  | 30 | 13 | 7  | 10 | 49 | 35 | +14  |
| 5    | K. SK Tongeren              | 33  | 30 | 13 | 7  | 10 | 50 | 43 | +7   |
| 6    | K. FC Turnhout              | 32  | 30 | 13 | 6  | 11 | 36 | 31 | +5   |
| 7    | R. Daring Club de Molenbeek | 32  | 30 | 11 | 10 | 9  | 42 | 32 | +10  |
| 8    | K. SC Lokeren               | 31  | 30 | 11 | 9  | 10 | 45 | 44 | +1   |
| 9    | K. FC Winterslag            | 29  | 30 | 10 | 9  | 11 | 32 | 39 | -7   |
| 10   | K. AA Gent                  | 28  | 30 | 10 | 8  | 12 | 28 | 38 | -10  |
| 11   | K. Boom FC                  | 26  | 30 | 10 | 6  | 14 | 37 | 48 | -11  |
| 12   | R. Olympic Montignies       | 26  | 30 | 7  | 12 | 11 | 27 | 36 | -9   |
| 13   | AS Eupen                    | 25  | 30 | 7  | 11 | 12 | 39 | 44 | -5   |
| 14   | K. Sint-Niklaasse SK        | 25  | 30 | 7  | 11 | 12 | 29 | 40 | -11  |
| 15   | R. Tilleur FC               | 24  | 30 | 8  | 8  | 14 | 34 | 51 | -17  |
| 16   | R. AA Louviéroise           | 20  | 30 | 5  | 10 | 15 | 24 | 54 | -30  |

### Résultats des rencontres
Avec seize clubs engagés, 240 matches sont au programme de la saison.
| Résultats (▼dom., ►ext.)                                   | AAG | BEV | BOO | CHA | DAR | EUP | LOU | LOK | OLY | RCM | NIK | TIL | TON | TUR | WAR | WIN |
| K. AA Gent                                                 |     | 0-0 | 2-0 | 1-2 | 2-1 | 1-0 | 1-1 | 0-4 | 0-2 | 0-0 | 1-1 | 3-0 | 1-0 | 0-2 | 1-1 | 3-1 |
| KS Beveren-Waes                                            | 2-0 |     | 2-0 | 2-1 | 1-3 | 2-0 | 3-0 | 3-2 | 2-0 | 1-1 | 1-1 | 1-1 | 4-2 | 4-0 | 1-5 | 1-1 |
| K. Boom FC                                                 | 1-2 | 1-1 |     | 0-3 | 1-1 | 1-0 | 3-1 | 3-1 | 0-1 | 1-1 | 2-0 | 3-1 | 2-2 | 2-0 | 1-1 | 3-1 |
| R. Charleroi SC                                            | 2-1 | 2-1 | 1-0 |     | 3-3 | 2-0 | 3-0 | 2-3 | 1-1 | 1-4 | 1-1 | 3-0 | 2-2 | 1-2 | 3-0 | 2-3 |
| R. Daring Cl. Molenbeek                                    | 0-0 | 0-0 | 2-0 | 2-0 |     | 5-0 | 3-2 | 1-1 | 1-1 | 2-1 | 4-1 | 2-1 | 3-0 | 0-0 | 1-2 | 1-0 |
| AS Eupen                                                   | 2-0 | 1-2 | 2-2 | 3-1 | 2-0 |     | 1-1 | 5-1 | 1-1 | 2-4 | 0-0 | 1-1 | 2-2 | 1-1 | 1-1 | 2-0 |
| R. AA Louviéroise                                          | 0-0 | 1-4 | 1-0 | 1-2 | 1-0 | 1-1 |     | 0-1 | 3-1 | 1-1 | 1-4 | 0-0 | 1-3 | 1-0 | 1-2 | 1-1 |
| K. SC Lokeren                                              | 0-1 | 0-0 | 2-3 | 2-4 | 2-2 | 1-1 | 1-1 |     | 3-2 | 4-0 | 2-0 | 1-1 | 2-1 | 2-1 | 0-0 | 4-0 |
| R. Olympic Montignies                                      | 0-1 | 0-0 | 2-0 | 0-2 | 1-0 | 0-0 | 1-1 | 2-1 |     | 1-3 | 2-0 | 1-0 | 1-1 | 1-1 | 1-1 | 0-0 |
| K. RC Mechelen                                             | 4-0 | 0-1 | 1-0 | 2-1 | 2-0 | 3-2 | 5-0 | 1-1 | 3-0 |     | 0-0 | 4-0 | 1-2 | 0-0 | 2-4 | 2-1 |
| K. St-Niklaasse SK                                         | 1-0 | 0-1 | 1-3 | 1-1 | 2-1 | 3-2 | 2-0 | 0-1 | 1-1 | 3-1 |     | 1-1 | 1-1 | 1-2 | 0-0 | 1-0 |
| R. Tilleur FC                                              | 1-2 | 0-6 | 3-1 | 3-0 | 1-0 | 3-2 | 0-1 | 1-1 | 2-2 | 2-1 | 4-1 |     | 2-0 | 0-2 | 2-0 | 1-3 |
| K. SK Tongeren                                             | 4-3 | 3-1 | 2-3 | 0-2 | 2-1 | 0-3 | 4-1 | 0-1 | 3-1 | 0-1 | 3-1 | 2-0 |     | 3-0 | 2-0 | 0-0 |
| K. FC Turnhout                                             | 1-1 | 0-1 | 4-0 | 1-4 | 0-1 | 4-0 | 0-0 | 1-0 | 2-1 | 1-0 | 1-0 | 2-1 | 1-2 |     | 4-1 | 2-0 |
| SV Waregem                                                 | 3-0 | 0-1 | 5-0 | 0-1 | 0-0 | 1-0 | 6-1 | 5-1 | 2-0 | 2-0 | 2-0 | 4-1 | 1-1 | 2-1 |     | 1-1 |
| K. FC Winterslag                                           | 2-1 | 1-2 | 2-1 | 0-0 | 2-2 | 0-2 | 1-0 | 3-0 | 1-0 | 2-1 | 1-1 | 1-1 | 1-3 | 1-0 | 2-1 |     |
| - Victoire à domicile - Match nul - Victoire à l'extérieur |     |     |     |     |     |     |     |     |     |     |     |     |     |     |     |     |

### Meilleur buteur
- Hans Posthumus (K. RC Mechelen) et  Aad Koudijzer (K. SV Waregem) avec 21 buts.

## Récapitulatif de la saison
- Champion : SK Beveren-Waas (2e titre de Division 2)
  - Vice-champion et promu : K. SV Waregem
- Xe titre de champion de Division 2 pour la Province de Flandre orientale

| Région flamande (10)            | Région flamande (10) | Province de Brabant (1)      | Province de Brabant (1) | Région wallonne (5)    | Région wallonne (5) |
| ------------------------------- | -------------------- | ---------------------------- | ----------------------- | ---------------------- | ------------------- |
| Province d'Anvers               | 3                    | Région de Bruxelles-Capitale | 1                       | Province de Hainaut    | 3                   |
| Province de Flandre-Occidentale | 1                    | Province du Brabant flamand  | 0                       | Province de Liège      | 2                   |
| Province de Flandre-Orientale   | 4                    | Province du Brabant wallon   | 0                       | Province de Luxembourg | 0                   |
| Province de Limbourg            | 2                    |                              |                         | Province de Namur      | 0                   |

1. ↑  Au niveau footballistique, la province de Brabant est toujours unitaire malgré sa partition territoriale en 1995.

### Admission et relégation
Les deux clubs relégués de Division 1 la saison précédente, le SK Beveren-Waas et le K. SV Waregem, terminent dans cet ordre aux deux premières places et remontent en première division.
Les deux relégués sont le Royal Tilleur Football Club et la Royale Association Athlétique Louviéroise, qui descendent en Division 3 après respectivement six et trois saisons en deuxième division. Pour Tilleur, c'est une première descente à ce niveau, le club évoluant depuis 56 saisons dans les deux plus hautes divisions nationales. Ils sont remplacés par les deux champions de troisième division, le K. OLSE Merksem SC et l'AS Ostende.
De plus, le Daring Club de Molenbeek fusionne avec le Royal Racing White, qui évolue en Division 1, pour former le Racing White Daring de Molenbeek. Le matricule 47 du Racing White est conservé, le 2 du Daring étant radié. Cette disparition libère une place supplémentaire pour la saison prochaine, que décroche le KV Courtrai après avoir remporté le test-match entre les deux deuxièmes des séries de D3 face au Waterschei THOR.

## Fusion/Disparition
Après la fin de cette saison, le R. Daring Club de Molenbeek (matricule 2) fusionne avec le R. Racing White (matricule 47), qui évolue en D1, pour former le Racing White Daring de Molenbeek sous le matricule 47. Le « matricule 2 » disparaît. Il est remplacé au 2e niveau par un montant supplémentaire de D3 (Courtrai).

### Bilan de la saison
| Championnat de Belgique de football de deuxième division 1972-1973 |                            |
| Champion                                                           | SK Beveren-Waas (2e titre) |
| Dauphin                                                            | K. SV Waregem              |
| Promotions et relégations                                          |                            |
| Promus en Division 2                                               | K. OLSE Merksem SC         |
| Promus en Division 2                                               | AS Ostende                 |
| Promus en Division 2                                               | KV Courtrai                |
| Relégués en Division 3                                             | R. Tilleur FC              |
| Relégués en Division 3                                             | R. AA Louviéroise          |
| Relégués en Division 3                                             | Daring Club de Molenbeek   |